# مصطفی جوادیان
مصطفی جوادیان (زادهٔ ۲۹ خرداد ۱۳۷۹؛ قائم‌شهر) یک بازیکن فوتبال اهل ایران است که در پست دفاع چپ بازی می‌کند.

## دوران باشگاهی

### فوتبال پایه
وی فوتبال را از سال ۸۷ در مدرسه فوتبال آتیه‌سازان قائمشهر شروع کرده و از سال ۹۴ به تیم نساجی پیوست.

### نساجی
وی نخستین بازی خود را برای نساجی در بازی با باشگاه فوتبال شهر خودرو خراسان و در هفته ۳۰ لیگ برتر فوتبال ایران ۹۹–۱۳۹۸ انجام داد.

## افتخارات
نساجی
- جام حذفی (۱): ۰۱–۱۴۰۰